# Liste der Kardinalpriester von San Callisto
Folgende Kardinäle waren Kardinalpriester von San Callisto:
- Francesco Armellini Pantalassi de’ Medici (1517–1523)
- Alfonso Manrique de Lara y Solís  (1531–1532)
- Jacopo Sadoleto (1537–1545)
- Sebastiano Antonio Pighini  (1552–1553)
- Pietro Tagliavia d’Aragonia (1555–1558)
- Ludovico Madruzzo (1561–1562) (Kardinaldiakon)
- Innocenzo Ciocchi del Monte (1562–1564)
- Angelo Nicolini  (1565–1567)
- Gianpaolo Della Chiesa  (1568–1570)
- Marcantonio Maffei (1570–1583)
- Lanfranco Margotti (1608–1610)
- François de La Rochefoucauld (1610–?)
- Tiberio Cenci (1645–1653)
- Prospero Caffarelli (1654–1659)
- Pietro Vidoni (1661–1673)
- Fabrizio Spada (1676–1689)
- Nicolò Acciaioli (1689–1693)
- Toussaint de Forbin de Janson (1693–1713)
- Gianantonio Davia (1713–1725)
- Prospero Marefoschi (1725–1728)
- Leandro di Porzia OSB (1728–1740)
- Henri Oswald de La Tour d’Auvergne (1740–1747)
- Silvio Valenti Gonzaga (1747–1753)
- Fortunato Tamburini OSB (1753–1761)
- Urbano Paracciani Rutili (1766–1777)
- Tommaso Maria Ghilini (1778–1783)
- Luigi Barnabà Niccolò Maria Chiaramonti OSB (1785–1800)
- Carlo Giuseppe Filippa della Martiniana (1800–1802)
- Antonio Despuig y Dameto (1803–1813)
- Domenico Spinucci (1816–1823)
- Bartolomeo Alberto Cappellari OSBCam (1826–1831)
- Luigi Emmanuele Nicolo Lambruschini B (1831–1842)
- Luigi Vannicelli Casoni (1842–1847)
- Thomas-Marie-Joseph Gousset (1850–1866)
- Jean-Baptiste-François Pitra OSB (1867–1879)
- Gustav Adolf zu Hohenlohe-Schillingsfürst (1884–1895)
- Isidoro Verga (1896–1896)
- Agostino Ciasca OSA (1899–1902)
- Carlo Nocella (1903–1908)
- Antonio Vico (1911–1915)
- Alessio Ascalesi CPpS (1916–1952)
- Marcello Mimmi (1953–1958)
- Alfonso Castaldo (1958–1966)
- Corrado Ursi (1967–2003)
- Willem Jacobus Eijk (2012– )